# Nigel Preston
Nigel Preston foi um baterista inglês que integrou o grupo Theatre of Hate ao lado do guitarrista Billy Duffy. Ambos integraram o Death Cult, mais tarde surgindo como a popular banda pós punk The Cult. Nigel Preston dividiu as baquetas com o africano Ray Mondo, deixando a banda logo em seguida. Participou de Dreamtime do The Cult, de 1984.
Seu maior sucesso foi "She Sells Sanctuary", do The Cult, do álbum " Love". Gravada em março de 1985, a música foi lançada como seu quarto single e alcançou a 15ª posição nas paradas britânicas. Ele reentrou nas paradas no número 56 em setembro de 1986, passando 14 semanas consecutivas nas paradas. A música foi mais tarde votada como No. 18 na Indie 100 de VH1. Preston se recusou a aceitar salários depois que a música se tornou um hit, e seus colegas de banda acreditaram que ele não era confiável devido a drogas, levando à sua saída da banda em junho de 1985.
Após sair da banda, Preston trabalhou com Nile Rodgers em Nova York. Ele também tocou na banda DeLuca com Albie DeLuca (Gene Loves Jezebel) e Gary McDowell ( Modern English).
```
Preston morreu de 
overdose
 em 
1992
.
[
3
]
```